# Symphonie loufoque

Symphonie loufoque (Crazy House) est un film américain en noir et blanc réalisé par Edward F. Cline, sorti en 1943. 
Les acteurs principaux sont Ole Olsen et Chic Johnson, un duo de comédiens du théâtre vaudeville : Olson & Johnson. Dans ce film ils interprètent une version fictive d'eux-mêmes : des comédiens qui deviennent des stars du cinéma et montent une comédie musicale avec un milliardaire sans le sou. 

## Fiche technique
- Titre français : Symphonie loufoque
- Titre : Crazy House
- Réalisation : Edward F. Cline
- Scénario : Robert Lees, Frederic I. Rinaldo
- Photographie : Charles Van Enger
- Montage : Arthur Hilton
- Société de production : Universal Pictures Company, Inc.
- Format : noir et blanc - projection : 1.37:1 - son : Mono (Western Electric Recording)
- Pays de production : États-Unis
- Genre : Comédie musicale
- Durée : 80 min
- Dates de sortie : 
  - États-Unis : 8 octobre 1943
  - France : 30 avril 1948

## Distribution
- Ole Olsen : lui-même
- Chic Johnson : lui-même
- Cass Daley : elle-même/Sadie Silverfish
- Patric Knowles : Edmund 'Mac' MacLean
- Martha O'Driscoll : Marjorie Nelson, alias

Marjorie Wyndingham 
- Leighton Noble : lui-même
- Thomas Gomez : N.G. Wagstaff
- Billy Gilbert : Sid Drake
- Edgar Kennedy : le juge
- Andrew Tombes : Horace L. Gregory
- Chester Clute : Fud
- Franklin Pangborn : employé de l'hôtel
- Shemp Howard : Mumbo
- Fred Sanborn : Jumbo
- Count Basie Orchestra avec Jimmy Rushing et Thelma Carpenter
- Ray Walker : Radio Host au drive-In